# Нурдагы
Нурдагы (тур. Nurdağı) — город и район в провинции Газиантеп (Турция).

## История
Люди жили в этих местах с доисторических времён. В XVI веке султан Селим I завоевал эти земли и включил их в состав Османской империи. В 1976 стал городом, в 1990 году получил статус районного муниципалитета, с 2013 года в состав городского муниципалитета вошли соседние деревни.
В феврале 2023 года город был почти полностью разрушен землетрясением, и его было решено снести и отстроить заново.